# Erik Lindqvist
Johan Erik Bertil Lindqvist, född 3 juni 1900 i Gävle, död 12 januari 1992 var en svensk friidrottare (stående längdhopp och sprint). Han tävlade för klubbarna Gefle IF, Järva IS och IK Göta och vann SM i stående längdhopp åren 1923 samt 1925 till 1926. 

## Fotnoter
1. ↑  Sveriges dödbok 1901–2009, DVD‐ROM, Version 5.00, Sveriges Släktforskarförbund (2010): Lindqvist, Johan Erik Bertil